# Zgromadzenie Republiki (Portugalia)
Zgromadzenie Republiki (port. Assembleia da República) – jednoizbowy parlament Portugalii, w którego skład po reformie przeprowadzonej w 1989 wchodzi 230 deputowanych. Gmach parlamentu znajduje się w zabytkowym budynku benedyktyńskiego klasztoru Pałacu São Bento w stolicy kraju Lizbonie. W Pałacu São Bento za dyktatorskich rządów António de Oliveira Salazara w okresie II Republiki Portugalskiej obradowało Zgromadzenie Narodowe.

## Struktura
Zgromadzenie Republiki składało się początkowo z 250 deputowanych, ale konstytucyjne reformy przeprowadzone w 1989 zredukowały jego liczbę, ustanawiając ją w przedziale 180–230. Deputowani są wybierani w głosowaniu powszechnym na okres czterech lat w dwudziestu dwóch okręgach wyborczych (osiemnaście znajduje się w Portugalii kontynentalnej, po jednym w autonomicznych regionach: Azorów i Madery, jeden dla Portugalczyków żyjących w Europie i ostatni dla tych żyjących w reszcie świata). Liczba mandatów w zgromadzeniu, która przyznawana jest z uwzględnieniem metody d'Hondta ustalana jest również poprzez liczbę zarejestrowanych wyborców w danym okręgu wyborczym. Okręgi wyborcze różnią się od siebie wielkością i tak region dystrykt Lizbona wysyła do Zgromadzenia Republiki aż 48 przedstawicieli, a dystrykt Portalegre jedynie 2.

## Przewodniczący
- Lista przewodniczących Parlamentu